# Антоновичи (род)
Антоновичи (пол. Antonowicz, укр. Антоновичі) — украинский дворянский род из Житомирского уезда.

## Происхождение
Адам Бонецкий выводит род Антоновичей от любечского шляхтича Федьки Антоновича, который в 1571 году от польского короля Сигизмунда II Августа получил Погаринскую землю и деревню Алексеевка в Любечском старостве. Также существует два других рода Антоновичей герба «Корниц» и герба «Шелига». В 1636 году землями владели сыновья Федьки Антоновича — Иван и Тимоха, они в свою очередь писались Жлоб-Антоновичами.
По другим данным род происходит от Ивана Антоновича, что в 1752 году пожалован королём Августом III в киевские хорунжие.
Относительно происхождения Владимира Антоновича, исследователи его биографии, сходятся во мнении, что он был сыном Яноша Джидая, сына венгерского революционера Матяши Джидая.

## Описание герба
Щит с изображением знака в виде трираменной буквы Т с косым сечением в правой части.

## Родословная
Иероним Антонович (?—?)
- Казимир (?—?)
  - Гжегож (?—?)
    - Лукаш (?—?)
    - Юзеф (?—?)
    - Бонифаций-Генрих (?—?)
    - Моника Горская (?—?)[9]
      - Владимир Бонифатьевич[10][11] (1834—1908)
      - Варвара Ивановна Михель (1840— 1902)[12], Екатерина Михайловна Мельник[укр.] (1859—1942)
        - Дмитрий Владимирович (1877—1945)[13]
          - Михаил Дмитриевич (1910—1954)
          - Марина Дмитриевна[укр.] (1911—1997)

        - Ярослав-Богдан Антонович Рудницкий (1910—1995)
          - Марк Дмитриевич (1916—2005)[14]